# Typopeltis stimpsonii
Espèce
Synonymes
- Thelyphonus stimpsonii Wood, 1862

Typopeltis stimpsonii est une espèce d'uropyges de la famille des Thelyphonidae.

## Distribution
Cette espèce est endémique du Japon.

## Publication originale
- Wood, 1862 : Description of a new species of the genus Thelyphonus. Proceedings of the Academy of Natural Sciences of Philadelphia, vol. 13, p. 312 (texte intégral).